# 오카게요코초

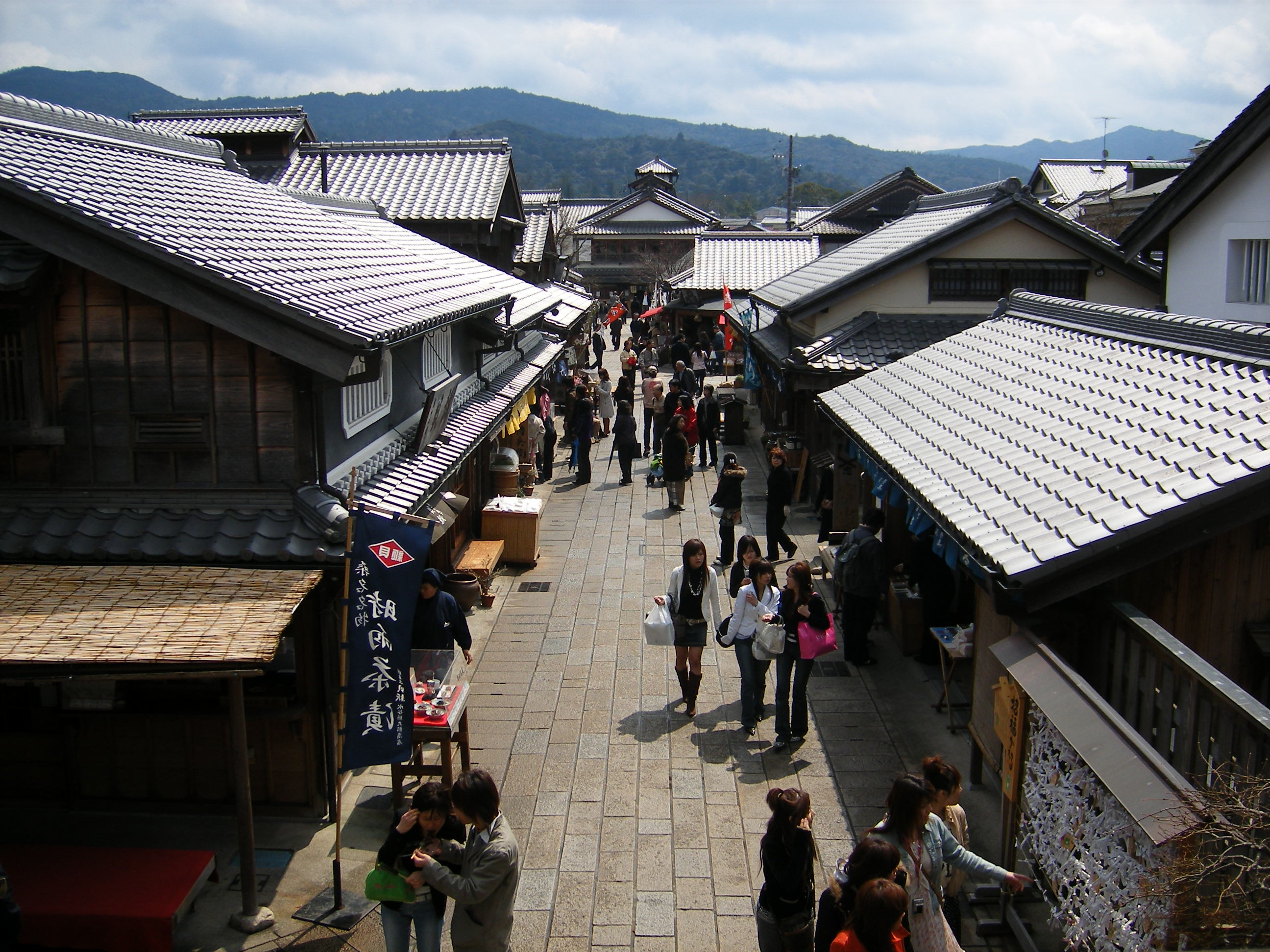
오카게요코초

오카게요코초(일본어: おかげ横丁)는 일본 미에현 이세시 이세 신궁의 고타이 신궁 (내궁) 앞에 에도 시대 말기부터 메이지 시대 초기의 몬젠마치의 거리를 재현한 관광지이다. 운영은 이세의 명물 아카후쿠모치를 생산 및 판매하는 주식회사 아카후쿠의 자회사인 주식회사 이세후쿠가 한다.

## 참고 문헌
- JTB 퍼블리싱 편집 제작 본부 간사이 편집부 《루루부 이세시마 '07 루루부 정보판 긴키 2》, 2006년 5월 1일, 142pp, ISBN 4-533-06329-2

각주
1. ↑  JTB 퍼블리싱 편집 제작본부 간사이 편집부, 2006, 24페이지